# Begonia sect. Alicida
Begonia secc. Alicida es una sección del género Begonia, perteneciente a la familia de las begoniáceas, a la cual pertenecen los siguientes especies: 

## Especies
- Begonia alicida
- Begonia peii
- Begonia tricuspidata
- Begonia triradiata